# Beverly Connor
Beverly Connor (ur. 5 października 1948 w Oak Ridge) – amerykańska archeolog i autorka powieści sensacyjnych. Pochodzi ze stanu Tennessee. Obecnie mieszka z mężem w leśnym domu w hrabstwie Oglethorpe.

## Twórczość

### Cykl z Lindsay Chamberlain
- A Rumor of Bones (1996)
- Questionable Remains (1997)
- Dressed to Die (1998)
- Skeleton Crew (1999)
- Airtight Case (2000)

### Cykl z Diane Fallon
- One Grave Too Many (2003)
- Dead Guilty (2004)
- Dead Secret (2005)
- Dead Past (2007)
- Dead Hunt (2008)
- Scattered Graves (2009)